# Veľké Dvorany
Veľké Dvorany (Hongaars: Nagyudvar) is een Slowaakse gemeente in de regio Nitra, en maakt deel uit van het district Topoľčany.
Veľké Dvorany telt 684 inwoners.